# November Rain
"November Rain" là một bài hát của ban nhạc hard rock người Mỹ Guns N' Roses. Đây là một bản power ballad do Axl Rose (giọng ca chính của ban nhạc) sáng tác. Ca khúc được chọn làm đĩa đơn thứ hai trích từ album phòng thu thứ ba Use Your Illusion I (1991), phát hành vào tháng 2 năm 1992. "November Rain" đã giành vị trí số ba trên bảng xếp hạng Billboard Hot 100 và là bài hát có thời gian trụ lâu nhất trong top 10 của bảng xếp hạng ở thời điểm ấy. Tính đến  năm 2019, đây là ca khúc có thời gian trụ lâu thứ tư trên Hot 100. Ngoài ra, "November Rain" giành vị trí á quân trên Associação Fonográfica Portuguesa, vị trí thứ tư trên UK Singles Chart và lọt top 10 ở một số bảng xếp hạng âm nhạc khác khắp thế giới.

## Hoàn cảnh ra đời
Trong tự truyện của mình, Slash chia sẻ rằng ban nhạc thu một phiên bản "November Rain" dài 18 phút tại một buổi thu nháp với tay guitar Manny Charlton (của ban nhạc rock Nazareth) vào năm 1986, tức một năm trước khi tiến hành các buổi ghi âm cho Appetite for Destruction.
Theo câu chuyện Axl Rose kể lại trong chặng diễn của Chinese Democracy Tour (2006), không có thành viên nào muốn tham gia sản xuất bài hát này (hoặc bài ballad "Estranged"). Slash và Duff McKagan phản đối ban nhạc chuyển hướng sang các bản ballad giao hưởng, khi họ thấy lựa chọn thể hiện các bài hát rock trực tiếp hơn của mình đang bị Rose làm lơ. Cuối cùng, Rose thuyết phục những người khác tiến hành thu ca khúc tại Can-Am Studios (nơi thu âm và trộn âm một số bài trong album). Trong tự truyện của mình phát hành sau đó một năm, Slash bác bỏ những tuyên bố gay gắt về khác biệt âm nhạc của Axl. Slash cho biết đoạn guitar solo của anh trong phiên bản ca khúc của album được phát triển trực tiếp từ một lần ứng tác.

## Sáng tác
"November Rain" là bài hát có thời lượng dài thứ ba của Guns N' Roses, sau các bài "Coma" (10:14) từ album cùng tên và "Estranged" (9:24) từ Use Your Illusion II. Theo Slash kể, Axl sáng tác ca khúc “nói về một lần có người bẻ cong các ngón tay của cậu ta như thể cậu ấy là một đứa nhóc vậy.” Cấu trúc của bài chịu ảnh hưởng từ tác phẩm "Funeral for a Friend/Love Lies Bleeding" (1973) của Elton John.
Bài hát có được âm bội giao hưởng đặc trưng nhờ phần chuyển soạn nhạc cụ dây hoành tráng, do Rose biên soạn. Slash đùa: "Chúng tôi gọi bài đó là 'bài Layla'", tức ngụ ý đây là một bài hát rock có cấu trúc tương tự "Layla" với phần hai là đoạn khí nhạc dài. Sau đó, ca khúc được kết thúc bằng đoạn coda của "Layla" trong Not in This Lifetime... Tour.
Ngày 4 tháng 11 năm 2022, bài nhạc gốc được tái phát hành trong đĩa tái bản của Use Your Illusion, song có phần phối khí mới thu âm thay thế cho các âm thanh sample sử dụng trong bản trộn âm gốc. Phần phối khí gồm dàn nhạc thực sự có tới 50 người, do Christopher Lennertz chỉ huy và chuyển soạn. Phần xử lý trộn âm bản nhạc do Steven Wilson tiến hành.

## Đánh giá chuyên môn
"November Rain" được phân vào các thể loại hard rock và progressive rock. Robert Hilburn từ nhật báo Los Angeles Times nhận xét: "Bản ballad rộng mênh mông này gợi nhớ đến những tác phẩm tráng lệ của Elton John và Bernie Taupin, nhấn mạnh tham vọng và tầm cỡ của nhóm nhạc hard rock giỏi nhất và bất ổn nhất cả thập kỷ qua." Dave Jennings từ tạp chí Melody Maker bình phẩm: "Có lẽ chẳng ban nhạc nào khác có thể sánh được với khả năng tạo ra thứ âm thanh nghe thật sự phát hoảng, rồi lại thô bỉ đến tức cười ngay sau đó của Guns N' Roses. [...] Trong 'November Rain', họ kết hợp cả hai thái cực này vào một ballad hoành tráng dài chín phút." Một biên tập viên khác của Melody Maker là Simon Reynolds xem ca khúc là "một bài nhạc giả cổ điển hoành tráng, tuyệt vời và gây mê mẩn, giao thoa giữa Trevor Horn, Jim Steinman và 'Purple Rain'." Parry Gettelman của báo Orlando Sentinel chê ca khúc là "một bản ballad tẻ nhạt và bị chỉnh sửa quá nhiều (over-produced)". Richard Harrington từ The Washington Post thấy rằng sau khi bản power ballad "Sweet Child o' Mine" gây đột phá ra mắt, Guns N'Roses "đã khôn ngoan chọn nhắm vào nhóm người hâm mộ nữ" với "November Rain". Anh giải thích rằng bài hát "cho thấy Axl trong điệu nhạc của Elton John với cây đàn dương cầm, nhạc cụ đàn dây cùng phối khí chung và nhận ra rằng khi 'It's hard to hold a candle/ in the cold November rain,' chúng ta nên 'never mind the darkness/ we can still find a way/ cause nothin' lasts forever/ even cold November rain.' Mặt khác, bài hát này có thời lượng gần chín phút."

## Diễn biến xếp hạng
Ngày 24 tháng 2 năm 1992, "November Rain chính thức được phát hành. Cùng năm ấy, "November Rain" giành được vị trí thứ ba ở Hoa Kỳ, trở thành bài thứ sáu và là bài gần nhất lọt top 10 của Guns N' Roses. Ca khúc trụ ở top 10 trong 10 tuần và trụ ở Hot 100 trong 30 tuần. Bài hát còn giành vị trí thứ chín - hạng cao nhất ở Đức và có mặt trên bảng xếp hạng nước này trong 51 tuần. Ở Úc, "November Rain" được xếp thứ hai trong bảng xếp hạng cuối năm, tuy chỉ đạt vị trí thứ năm trên ARIA Singles Chart. Tác phẩm nằm trong bảng xếp hạng cuối năm của ARIA hai năm liên tiếp (1992 và 1993 - năm bài hát đứng thứ 36). Tình huống tương tự diễn ra ở New Zealand, khi mà bài hát vươn đến vị trí cao nhất là thứ bảy nhưng trụ được top 20 trong 24 tuần không liên tục, kết thúc ở vị trí đĩa đơn bán chạy thứ hai tại New Zealand trong năm 1992.
Trong Sách Kỷ lục Guinness năm 2000, đây là ca khúc có thời lượng dài nhất lọt top 10 của Billboard Hot 100. Tháng 11 năm 2021, bản thu mở rộng bài "All Too Well" của Taylor Swift đã xô đổ kỷ lục này của "November Rain".

## Video âm nhạc
Video âm nhạc (MV) đi cùng "November Rain" do Andy Morahan làm đạo diễn, lấy cảm hứng từ truyện ngắn "Without You" của Del James, vậy nên James được ghi công trong MV bản dài. Truyện ngắn miêu tả một ngôi sao nhạc rock đang chật vật đối mặt với việc mất bạn gái khi cô này tự sát (bằng súng), sau khi anh liên tục lạc lối trong quan hệ tình cảm của họ. November Rain là một trong những video ca nhạc tốn kém nhất lịch sử. Kinh phí của MV được cho là 1,5 triệu đô la Mỹ, trở thành MV đắt giá nhất thời điểm ấy.
Nội dung câu chuyện của MV gợi nhớ đến "Without You" và MV có một thước phim lưu lại một tiết mục diễn trực tiếp trên Nhà hát Orpheum ở Los Angeles. Đầu tiên, khi một bóng hình lộ diện, nhân vật của Rose chuẩn bị đi ngủ và uống vài liều thuốc an thần, cạnh anh có một chai whisky. Cảnh tiếp theo chuyển sang đám cưới của các nhân vật chính (do Rose và bạn gái anh lúc ấy là Stephanie Seymour thể hiện vai diễn). Các thành viên khác của ban nhạc nằm trong số nhiều vị khách mời.
Nhân vật của Slash nhận ra anh quên mang nhẫn cưới, khi nhân vật của McKagan đưa cho nhân vật của Slash làm đồ dự phòng. Sau cặp đôi làm đám cưới rời nhà thờ, trời bất ngờ đổ mưa lớn khiến người tham dự phải đi trú ẩn. Cảnh tiếp theo là một đám tang tại chính nhà thờ nọ. Nhân vật của Rose đau buồn trước cái chết của vợ, giờ đây xác vợ anh nằm trong một chiếc quan tài với một vật phản chiếu nửa gương mặt cô. Một cơn mưa nặng hạt trút xuống khi chiếc quan tài được đưa tin an táng. Trong cảnh cuối, nhân vật của Seymour quay lại đám cưới, tung bó hoa màu trắng (giờ đã chuyển màu đỏ) lên không trung và nó rơi xuống quan tài của cô. Các cảnh đen trắng là những cơn ác mộng của Rose cho thấy sự lẫn lộn giữa cảnh đám cưới và đám tang. MV kết thúc bằng cảnh nhân vật của Rose quỳ xuống mộ vợ mình và bó hoa chuyển sang màu trắng khi cơn mưa rửa trôi mất màu đỏ.
Ở những cảnh ngoài trời trong đoạn guitar solo đầu tiên của Slash, lúc đầu Rose hình chúng diễn ra ở một "cánh đồng mát mẻ". Tuy nhiên vì MV được ghi hình vào mùa đông, chẳng có cánh đồng đẹp nào cả, nên ban nhạc quyết định chọn ghi hình ở New Mexico. Tại đây họ đã được vận chuyển một tòa nhà thờ dành riêng cho cảnh này. Nhà thờ lớn hơn dành cho cảnh đám cưới là nhà thờ công giáo St. Brendan ở Los Angeles.

### Kỷ lục
Những MV của "November Rain", "Don't Cry" và "Estranged" đã hình thành loạt ba MV không chính thức. Khi mà ban nhạc chưa bao giờ chính thức đính chính, truyện ngắn "Without You" của Del James là nguồn cảm hứng cho MV và được ghi nhận ở phần đề tên cuối MV. Ngày 11 tháng 5 năm 2017, Sách Kỷ lục Guinness ghi danh MV "November Rain" là MV nhiều lượt xem nhất trên Yotube ra đời trước nền tảng này. Tháng 7 năm 2018, MV ca khúc trở thành video nhạc đầu tiên ra đời trước Youtube vượt mốc một tỷ người xem trên nền tảng này. Theo Sách Kỷ lục Guinness, về sau kỷ lục MV có tuổi đời lâu nhất đạt một tỷ lượt xem của "November Rain" đã bị xô đổ khi bài hát "Bohemian Rhapsody" (1975) của Queen vượt mốc một tỷ lượt xem trên Youtube. Tháng 2 năm 2023, MV cán mốc hai tỷ lượt xem và là video nhạc rock đầu tiên từ thập niên 90 vượt mốc này. Tháng 11 năm 2022, MV được tái phát hành với việc lồng thêm phần hòa tấu dàn nhạc mới nhằm quảng bá cho hộp đĩa (box set) Use Your Illusion (Super Deluxe Edition).

## Biểu diễn trực tiếp

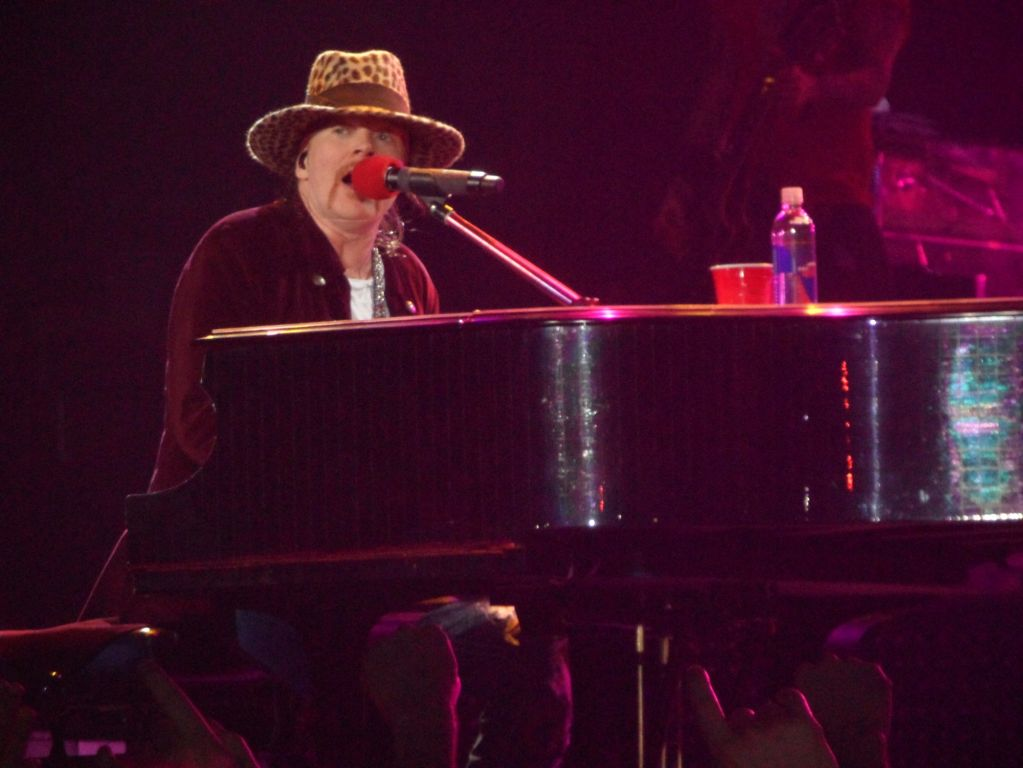
Axl Rose biểu diễn "November Rain" tại Nottingham Arena, Nottingham, Liên hiệp Anh vào tháng 5 năm 2012

Ban nhạc đã biểu diễn trực tiếp bài hát bằng một tiết mục dài gần chín phút với nhạc sĩ người Anh Elton John chơi dương cầm vào cuối lễ trao giải Video âm nhạc của MTV 1992. Ngày 22 tháng 1 năm 2023, Rose biểu diễn solo một phiên bản rút gọn của "November Rain" trong dịp tưởng nhớ Lisa Marie Presley ở Graceland.

## Phản ứng tái nhìn nhận
Năm 2006, "November Rain" được xếp số một trong Rock 1000 - một chuyên mục thường niên đếm ngược 1000 bài hát rock hay nhất của thính giả phát thanh New Zealand. Ở phiên bản năm 2007, ca khúc xếp ở vị trí số hai khi bị "Back in Black" của AC/DC soán ngôi. Năm 1993, bài hát xếp đầu mục "bài hát trong album" (album tracks) ở cuộc bầu chọn của độc giả trên fanzine Controversy của GN'R, vượt qua "Coma". Các bài còn lại trong top 10 là "Estranged", "Civil War", "Paradise City", "Sweet Child o' Mine", "Don't Cry", "Welcome to the Jungle", "Patience" và "Mr. Brownstone".
"November Rain" xếp thứ 140 trong "Top 200 bài nhạc của thập niên 90" của Pitchfork. Ở Chile, bài hát xếp thứ 73 trên đài phát thanh Rock & Pop của nước này. Năm 2017, Paste chọn ca khúc ở vị trí số chín trong danh sách 15 bài hát hay nhất của Guns N' Roses, còn vào năm 2020, Kerrang! liệt "November Rain" ở vị trí số sáu trong danh sách 20 bài hát hay nhất của Guns N' Roses.
NPR miêu tả "November Rain" là "một trong những bản nhạc power ballad thể loại hard rock tuyệt đỉnh", còn VH1 nhận xét bài hát "là bản hard rock hùng tráng có sức lan tỏa rộng rãi, chạm đến vũ trụ và quá điên rồ mà lại hiệu quả, hướng theo mọi đĩa đơn hard rock hùng tráng ra đời trước đó và mở đường cho mọi bản đĩa đơn hùng tráng sau này". Glide Magazine ghi danh "November Rain" ở vị trí số hai trong danh sách "Những bản power ballad thể loại hair metal yêu thích".

## Đội hình thể hiện
Guns N' Roses
- W. Axl Rose – hát chính và hát bè, dương cầm, synthesizer dây, hợp xướng
- Slash – lead guitar, hát bè, hợp xướng
- Izzy Stradlin  – rhythm guitar, hát bè, hợp xướng
- Duff McKagan – guitar bass, hát bè, hợp xướng
- Matt Sorum – trống, hát bè, hợp xướng
- Dizzy Reed – hát bè, hợp xướng

Nhạc sĩ phụ
- Stuart Bailey – hát bè, hợp xướng
- Shannon Hoon – hát bè, hợp xướng
- Johann Langlie – xây dựng phần synthesizer
- Reba Shaw – hát bè, hợp xướng

## Bảng xếp hạng
| Bảng xếp hạng (1992–1993)              | Vị trí cao nhất |
| -------------------------------------- | --------------- |
| Úc (ARIA)                              | 5               |
| Áo (Ö3 Austria Top 40)                 | 27              |
| Bỉ (Ultratop 50 Flanders)              | 18              |
| Canada Top Singles (RPM)               | 5               |
| Châu Âu (Eurochart Hot 100)            | 11              |
| Phần Lan (The Official Finnish Charts) | 7               |
| Pháp (SNEP)                            | 18              |
| Đức (GfK)                              | 9               |
| Ireland (IRMA)                         | 3               |
| Hà Lan (Dutch Top 40)                  | 4               |
| Hà Lan (Single Top 100)                | 3               |
| New Zealand (Recorded Music NZ)        | 7               |
| Na Uy (VG-lista)                       | 7               |
| Bồ Đào Nha (AFP)                       | 2               |
| Tây Ban Nha (AFYVE)                    | 19              |
| Thụy Điển (Sverigetopplistan)          | 38              |
| Thụy Sĩ (Schweizer Hitparade)          | 8               |
| Anh Quốc (OCC)                         | 4               |
| Hoa Kỳ Billboard Hot 100               | 3               |
| Hoa Kỳ Mainstream Rock (Billboard)     | 15              |
| Hoa Kỳ Pop Airplay (Billboard)         | 19              |
| Hoa Kỳ Cash Box Top 100                | 1               |

| Bảng xếp hạng (2023)    | Vị trí cao nhất |
| ----------------------- | --------------- |
| Hungary (Single Top 40) | 38              |

| Bảng xếp hạng (1992)            | Vị trí |
| ------------------------------- | ------ |
| Úc (ARIA)                       | 2      |
| Canada Top Singles (RPM)        | 56     |
| Châu Âu (Eurochart Hot 100)     | 53     |
| Đức (Official German Charts)    | 13     |
| Hà Lan (Dutch Top 40)           | 13     |
| Hà Lan (Single Top 100)         | 12     |
| New Zealand (Recorded Music NZ) | 2      |
| Hoa Kỳ (Billboard Hot 100)      | 17     |

| Bảng xếp hạng (1993) | Vị trí |
| -------------------- | ------ |
| Úc (ARIA)            | 36     |

## Chứng nhận
| Quốc gia | Chứng nhận  | Số đơn vị/doanh số chứng nhận |
| --- | ----------- | ----------------------------- |
| Úc (ARIA) | 4× Bạch kim | 280.000‡                      |
| Brasil (Pro-Música Brasil) | Bạch kim    | 60.000‡                       |
| Đan Mạch (IFPI Đan Mạch) | Bạch kim    | 90.000‡                       |
| Đức (BVMI) | Vàng        | 250.000^                      |
| Ý (FIMI) | Bạch kim    | 50.000‡                       |
| Hà Lan (NVPI) | Vàng        | 50.000^                       |
| New Zealand (RMNZ) | Bạch kim    | 10.000*                       |
| Anh Quốc (BPI) | Bạch kim    | 600.000‡                      |
| Hoa Kỳ (RIAA) | Vàng        | 500.000^                      |
| * Chứng nhận dựa theo doanh số tiêu thụ. ^ Chứng nhận dựa theo doanh số nhập hàng. ‡ Chứng nhận dựa theo doanh số tiêu thụ và phát trực tuyến. |             |                               |